# کلدپلی
کُلدپلی (به انگلیسی: Coldplay)، یک گروه راک بریتانیایی است که در سال ۱۹۹۷ در لندن شکل گرفته است.
خواننده اصلی، گیتاریست ریتم و پیانیست کریس مارتین، گیتاریست اصلی جانی باکلند، نوازنده گیتار باس گای بریمن و درامر ویل چمپیون اولین بار در کالج دانشگاهی لندن با یکدیگر آشنا شدند و از سال ۱۹۹۶ تا ۱۹۹۸ شروع به نواختن موسیقی کردند. ابتدا گروه خود را پکتورالز (به انگلیسی: Pectoralz) و سپس استارفیش (به انگلیسی: Starfish) نامیدند تا اینکه در آخر نام خود را به کلدپلی تغییر دادند. مدیر نوآوری فعلی و مدیربرنامه سابق آنها فیل هاروی عضو پنجم گروه است.
پس از تغییر نام خود به کلدپلی، گروه دو آلبوم چندآهنگه ضبط و منتشر کرد: ایمنی در سال ۱۹۹۸ و اتاق آبی در سال ۱۹۹۹. کلدپلی با انتشار آهنگ «زرد» در سال ۲۰۰۰ به شهرت جهانی دست یافت و در همان سال آن‌ها اولین آلبوم استودیویی‌شان چترهای نجات را منتشر کردند که نامزد جایزه مرکوری شد. آلبوم دوم گروه، یورش خون به سر (۲۰۰۲)، با استقبال گسترده منتقدان و فروش تجاری موفق همراه بود. آلبوم بعدی آنها، اکس‌اندوای، پرفروش‌ترین آلبوم سال ۲۰۰۵ در سراسر جهان بود. چهارمین آلبوم استودیویی آنها، زنده‌باد زندگی یا مرگ و همه دوستانش (۲۰۰۸)، که برایان اینو آهنگسازی آن را بر عهده داشت، پرفروش‌ترین آلبوم سال مذکور در سراسر جهان بود و سه جایزه گرمی کسب کرد.
کلدپلی در آلبوم‌های بعدی خود دامنه فعالیت‌هایش را گسترش داد و با آلبوم‌های مایلو زایلوتو (۲۰۱۱)، داستان‌های ارواح (۲۰۱۴)، یک سر پر از رؤیا (۲۰۱۵)، زندگی روزمره (۲۰۱۹)، موسیقی کیهانی (۲۰۲۱) و موسیقی ماه (۲۰۲۴) از ژانرهای مختلفی مانند الکترونیکا، آراندبی، امبینت، دیسکو، فانک، گاسپل، بلوز و پراگرسیو راک الهام گرفت. فعالیت‌های دیگر این گروه شامل امور خیریه، سیاست و کنشگری است که در قالب حمایت از پروژه‌های متعدد بشردوستانه و اهدای ۱۰ درصد از سودشان به خیریه‌ها انجام می‌شود. در سال ۲۰۱۸، به مناسبت بیستمین سالگرد فعالیت گروه، فیلمی جامع از مسیر حرفه‌ای آن‌ها به کارگردانی مت وایت‌کراس منتشر شد.
کلدپلی با فروش بیش از ۱۶۰ میلیون نسخه از آثارشان در سراسر جهان، یکی از پرفروش‌ترین گروه‌های موسیقی تاریخ هستند.آن‌ها همچنین اولین گروه در تاریخ اسپاتیفای هستند که به ۹۰ میلیون شنونده ماهانه دست یافته‌اند. فیوز آن‌ها را در میان هنرمندانی با بیشترین جوایز قرار داده است، از جمله رکورد بیشترین جوایز بریت که توسط یک گروه کسب شده است. در بریتانیا، کلدپلی سه آلبوم از ۵۰ آلبوم پرفروش تاریخ را در اختیار دارد، بیشترین تعداد آلبوم‌های شماره یک در جدول آلبوم‌های بریتانیا بدون هیچ‌گونه افت رتبه از جایگاه اول (۱۰ آلبوم شماره یک)، و عنوان پرشنونده‌ترین گروه قرن بیست‌ویکم در رسانه‌های بریتانیایی را به خود اختصاص داده‌اند. در سال ۲۰۲۱، ترانه «جهان من» اولین ترانه یک گروه بریتانیایی بود که در صدر جدول بیلبورد هات ۱۰۰ قرار گرفت. کلدپلی دو مورد از پرفروش‌ترین و پرمخاطب‌ترین تورهای کنسرت تاریخ را برگزار کرده است. صنعت ضبط صدای بریتانیا آن‌ها را یکی از «تأثیرگذارترین و پیشگام‌ترین گروه‌های جهان» نامیده است، و تالار مشاهیر راک اند رول آلبوم یورش خون به سر را در فهرست ۲۰۰ آلبوم تعیین‌کننده و ترانه «زرد» را در نمایشگاه «ترانه‌هایی که راک اند رول را شکل دادند» قرار داده است. در سال ۲۰۲۳، این گروه در اولین رتبه‌بندی تایم ۱۰۰ در حوزه آب و هوا معرفی شد. با وجود محبوبیت گسترده، کلدپلی به عنوان نماد فرهنگی بحث‌برانگیزی شناخته می‌شود.

## تاریخچه

### تشکیل و سال‌های نخست (۱۹۹۹–۱۹۹۶)
در سپتامبر ۱۹۹۶، کریس مارتین و جانی باکلند در کالج دانشگاهی لندن با هم آشنا شدند. آنان با هم یک گروه موسیقی به نام «پکتورالز» تشکیل دادند. بعدها، گای بریمن که همکلاسی‌شان بود نیز به آن گروه اضافه‌شد. در سال ۱۹۹۷ گروه به «ستاره دریایی» تغییر نام داد و در باشگاه‌های کوچک بخش کامدن در لندن برای خوانندگان محلی می‌نواخت. مارتین، فیل هاروی، دوست دوران مدرسه‌اش که آن زمان دانشجوی رشته کلاسیسم در دانشگاه آکسفورد بود را هم به عنوان مدیر برنامه وارد گروه کرد. اکنون اعضای کلدپلی او را عضو پنجم گروه خود می‌دانند. هنگامی که ویل چمپیون به عنوان نوازنده پرکاشن به گروه پیوست، کلدپلی کامل شد. چمپیون که در کودکی نواختن پیانو، گیتار، گیتار باس و فلوت را یادگرفته‌بود، با وجود نداشتن تجربه قبلی به سرعت نواختن درام را نیز یادگرفت. آنان در پایان نام کُلدپلی را برای گروه خود برگزیدند. این نام را تیم کرامپتون، یک دانشجوی بومی که این نام را روی گروه خود گذاشته بود، پیشنهاد داد. در سال ۱۹۹۷، مارتین با تیم رایس-آکسلی آشنا شد. در تعطیلاتی که مارتین و رایس-آکسلی در دهکده ویرجینیا واتر با هم می‌گذراندند، قرار گذاشتند هر کدام آهنگ‌های ساخته خود را با پیانو بزنند. مارتین که رایس-آکسلی را با استعداد دیده‌بود، از او خواست تا به عنوان نوازنده کیبورد به کلدپلی بپیوندد، اما او به دلیل آن که خود گروه کین را داشت، نپذیرفت. این مسئله باعث شد که نفرات گروه‌های کلدپلی و کین (که هر دو چهارنفره بودند) بی‌تغییر بمانند.
در سال ۱۹۹۸، کلدپلی ۵۰۰ نسخه از آلبوم تلفیقی امنیت را منشر کرد. بیشتر نسخه‌های این آلبوم‌ها به دوستان و شرکت‌های ناشر موسیقی داده‌شد و تنها حدود ۵۰ نسخه برای فروش باقی ماند. کلدپلی در دسامبر همان سال با شرکت فی‌یرس پاندا قراردادی امضا کرد.
پس از آن مجموعه‌ای با ۳ آهنگ با نام برادران و خواهران منتشر کردند. این آهنگ‌ها تنها ظرف ۴ روز در فوریه ۱۹۹۹ ضبط شده‌بود.
در بهار ۱۹۹۹، کلدپلی پس از شرکت در آزمون، با پارلوفون قراردادی برای ۵ آلبوم بست. پس از نخستین اجرایشان در جشنواره گلستونبری، برای ضبط سومین مجموعه اثر خود با نام آن اتاق آبی اقدام کردند. در ماه اکتبر ۵۰۰۰ نسخه از آن اتاق آبی برای فروش گذاشته‌شد و آهنگ بزرگ‌تر قوی‌تر از رادیو وان بی‌بی‌سی پخش شد. مراحل ضبط آن اتاق آبی بی‌نظم بود. اعضای کلدپلی برای سالم نگه‌داشتن گروه قوانینی را برای همه‌شان بین خود وضع کردند: نخست این که در کلدپلی سرانجام دموکراسی حاکم است و سود به تساوی بین‌شان تقسیم خواهد شد، مانند گروه‌های یوتو و آر.ای.ام.؛ دوم این که هر کس مواد مخدر مصرف کند از گروه اخراج خواهدشد.

### چترهای نجات (۲۰۰۱–۱۹۹۹)
نوشتار اصلی: چترهای نجات
آلبوم چترهای نجات اولین آلبوم گروه کلدپلی است که در ۱۰ ژوئیه سال ۲۰۰۰ منتشر شد. قطعاتی مانند لرز، زرد، دردسر و وحشت نکن از جمله قطعاتی بودند که در این آلبوم مورد توجه قرار گرفتند. آلبوم چترهای نجات از سوی منتقدان و مردم با استقبال مواجه شد و پس از انتشار به سرعت به یکی از پرفروش‌ترین آلبوم‌های بریتانیا بدل گشت. این آلبوم در سال ۲۰۰۱ توانست جایزه بهترین آلبوم آلترناتیو گرمی را از آن خود کند. چترهای نجات در حال حاضر بیست و دومین آلبوم پرفروش بریتانیا در قرن بیست و یکم است و توانسته بیش از هشت و نیم میلیون نسخه در سرتاسر جهان به فروش‌برساند.

### یورش خون به سر (۰۴–۲۰۰۱)
نوشتار اصلی: یورش خون به سر

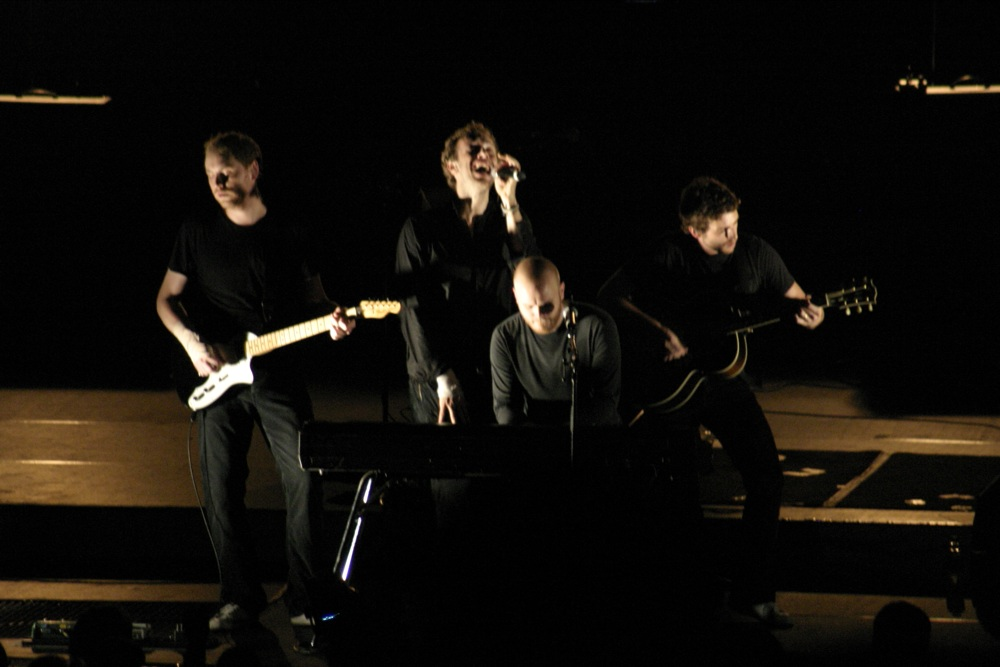
کنسرت کلدپلی در کانزاس، ۲۰۰۵

پس از موفقیت آلبوم چترهای نجات کلدپلی در ماه سپتامبر ۲۰۰۱ به استودیو بازگشت تا کار بر روی آلبوم بعدی خود به نام یورش خون به سر را آغاز کند. در مجموع بیش از ۲۰ قطعه موسیقی برای این آلبوم نوشته شد که در نهایت ۱۱ قطعه به آلبوم راه پیدا کردند. قطعاتی مثل ساعت‌ها، دانشمند و در جای من از جمله قطعاتی بودند که با استقبال بسیار زیادی از سوی منتقدان و مردم مواجه شدند.
آلبوم یورش خون به سر در هفته اول پس از انتشار به صدر جدول آلبوم‌های بریتانیا رفت و به هشتمین آلبوم پرفروش تاریخ بریتانیا در قرن بیست و یکم تبدیل شد. تا به امروز بیش از ۱۴ میلیون نسخه از این آلبوم در سرتاسر جهان به فروش رفته است. علاوه بر این در مراسم گرمی سال ۲۰۰۳ آلبوم یورش خون به سر توانست جایزه بهترین آلبوم آلترناتیو سال را در کنار جایزه بهترین اجرای راک برای آهنگ در جای من کسب کند. همچنین در مراسم گرمی سال ۲۰۰۴ نیز گروه کلدپلی توانست جایزه گرمی ضبط سال را برای آهنگ ساعت‌ها از آن خود کند.
در سال ۲۰۱۲ آلبوم یورش خون به سر در فهرست ۵۰۰ آلبوم برتر تمام اعصار رولینگ استون قرارگرفت.

### آلبوم ایکس‌وایگرگ (۰۷–۲۰۰۴)
نوشتار اصلی: ایکس‌وایگرگ
آلبوم X&Y در ژوئن ۲۰۰۵ وارد بازار شد، این آلبوم با ۸٫۳ میلیون نسخه فروش آنقدر اهمیت داشت که با تأخیری که در انتشار آن وجود آمد باعث شد تا قیمت سهام شرکت موزیک EMI کاهش پیداکند. ترانه اصلی این آلبوم با نام «Speed of Sound» رتبه اول را ۲۸ کشور به دست آورد و دومین ترانه سریعترین پروفروش را به دست آورد.

### آلبوم زنده‌باد زندگی یا مرگ و همه دوستانش (۱۰–۲۰۰۷)
نوشتار اصلی: زنده‌باد زندگی یا مرگ و همه دوستانش
در ژوئن سال ۲۰۰۸ کلدپلی آلبوم Viva La Vida به معنی زنده باد زندگی را منتشر کرد. تبلیغات این آلبوم از مدتی قبل و با پخش ترانهٔ Violet Hill به معنی تپه‌های بنفش شروع شده بود. این آلبوم همان‌طور که از اسمش بر می‌آید رگه‌هایی از آهنگ‌های اسپانیایی یا همان هیسپنیک را دارا است و به گفت خود کریس مارتین ایده ساخت آن در توری که گروه در اسپانیا و آمریکای لاتین برگزار کرد، شکل گرفت. این آلبوم از آلبوم‌های قبلی کلدپلی که خودشان با نام سه‌گانه از آن یاد می‌کنند متفاوت‌است.

### آلبوم مایلو زایلوتو (۱۲–۲۰۱۰)
نوشتار اصلی: مایلو زایلوتو
در ۲۴ اکتبر ۲۰۱۱ آلبوم Mylo Xyloto به بازار عرضه شد و بلافاصله به صدر آلبوم پرفروش ۱۸ کشور رسید. این آلبوم شامل ۱۴ آهنگ بوده و با آهنگ بیکلامی همنام با آلبوم شروع می‌شود. برای آهنگ‌های Paradise و Every Teardrop Is a Waterfall و Charlie Brownموزیک ویدئو ساخته شده است.

### آلبوم داستان‌های ارواح (۱۴–۲۰۱۳)
نوشتار اصلی: داستان‌های ارواح
در ۱۶ مه ۲۰۱۴ آلبوم داستان‌های ارواح منتشر شد با دو تِم اصلی: تمِ اول به دو سال رابطهٔ پر مسئلهٔ کریس مارتین و گوئینت پالترو در دوران تهیهٔ آلبوم و پیش از جدایی آن‌ها می‌پردازد و تمِ دوم، در مقیاسی وسیع‌تر از بررسی افعال انسان در گذشته و اثر آن‌ها بر حال و آیندهٔ او می‌گوید. ترانه‌های این مجموعه، در کنار هم، پرت شدن یک مرد عاشق در مهلکهٔ یک جدایی ناگهانی و ناگزیر را روایت می‌کنند و هر قطعه، شرح بخشی از احساسات متنوع او در مراحل مختلفی است که از عشق آغاز شده و در نهایت به پذیرش موقعیت جدایی منتج می‌شود.

### آلبوم یک سر پر از رؤیا (۱۸–۲۰۱۵)
نوشتار اصلی: یک سر پر از رؤیا
این آلبوم در ۴ دسامبر ۲۰۱۵ منتشر شد. آلبوم یک سر پر از رؤیا یک واکنش انعکاسی به آلبوم داستان‌های ارواح است. یک پاسخ مختصر به جدایی پر سر و صدا، که عملاً عواطف و احساسات خواننده را برملا می‌کند. آلبوم جدید به نوعی ارتباط ناخودآگاهانه مارتین و صدای یک مرد مجرد است که به صحنه رقص پاگذاشته تا فکر خود را آزاد کند و عشق جدیدی را بیابد.

### آلبوم زندگی روزمره (۲۰۱۹)
زندگی روزمره هشتمین آلبوم کلدپلی است که ۲۲ نوامبر سال ۲۰۱۹ و در دو قسمت طلوع و غروب و با اجرای کنسرتی در شهر امان در اردن که به صورت زنده از یوتیوب پخش شد منتشر شد. این آلبوم متشکل از ۱۶ قطعه است که یکی از آن‌ها به نام بنی آدم با الهام از شعر بنی آدم از سعدی ساخته شده و در آن بخشی از این شعر به زبان فارسی به صورت دکلمه خوانده می‌شود. آلبوم زندگی روزمره پس از آلبوم شماره ۶ پروژه همکاری و Divinely Uninspired to a Hellish Extent سومین آلبوم پرفروش سال ۲۰۱۹ بود و در جدول بیلبورد ۲۰۰ نیز توانست با فروش ۴۸ هزار نسخه رتبه هفتم را کسب‌کند.

#### شکایت جو ستریانی از کلدپلی
در دسامبر سال ۲۰۰۸ جو ستریانی، رسماً از گروه کلدپلی به اتهام سرقت آثار هنری شکایت کرد. ستریانی مدعی شد کلدپلی در قطعهٔ «Viva La Vida» که در آخرین آلبوم این گروه (با همین نام) منتشر شده، بدون کسب اجازه، از قسمت عمده‌ای از بخش اصلی اثر بدون کلام سال ۲۰۰۴ او به نام «If I Could Fly» استفاده کرده است.
جو ستریانی در حالی درخواست دریافت خسارت معنوی و مادی را مطرح کرده است که کلدپلی برای آهنگ «Viva La Vida» نامزد دریافت گرمی بهترین محصول ضبط شدهٔ سال و بهترین آهنگ سال شده است. این قطعه پس از انتشار، در بسیاری از نقاط جهان به صدر جدول‌های موسیقی راه یافت و شرکت اپل از آن برای تبلیغ پخش‌کننده موسیقی آی‌پاد استفاده می‌کند.

## سبک موسیقی
سبک موسیقی کلدپلی را آلترناتیو راک می‌دانند و آنان را با جف باکلی و اوئیسیز مقایسه می‌کنند. کریس مارتین، خوانندهٔ اصلی گروه سبک گروه را راک سنگ‌آهک (به انگلیسی: limestone rock) نامیده است. واژگان ترانه‌های مارتین را، همانند اندرو مونتگومری از گروه جنیوا، فمینیستی می‌دانند. موسیقی این گروه «عمیق و اندیشه‌ناک»، «رمانتیک غمگین» و «آیینه احساسات اعضای آن» نیز نامیده شده است.
آل‌میوزیک نوای نخستین آلبوم استودیویی گروه، چترنجات را «پاپ دارای ملودی همراه با صدای گیتار نامنظم و پرکاشن تازیانه‌ای» و با «تاریکی لطیف و شالودهٔ هنری» ارزیابی کرده است. در نقدی که بر آلبوم حمله‌ای از خون به مغز نوشته شده، آهنگ‌ها با «یک ملودی توپُر و اندوهناک» و «رازی نوظهور» تلقی شده است. موسیقی آلبوم ایکس و وای «بازتاب تردیدها، ترس‌ها، امیدها و عشق‌های کریس مارتین» خوانده شده است.

## میراث
کلدپلی به عنوان یکی از تأثیرگذارترین گروه‌های قرن بیست‌ویکم شناخته می‌شود. لاکشمی گوویندریجان جاویری در نشریه فرست‌پست نوشت که آن‌ها «هنر بازآفرینی را به کمال رسانده‌اند»، که این امر باعث گسترش «فهرست هنرمندانی که از آن‌ها الهام گرفته‌اند» و خلق «میراث غنی چندژانری» شده است که بر طیف وسیعی از موزیسین‌های جریان اصلی و مستقل در سراسر جهان تأثیر گذاشته است. ترانه‌های کلدپلی بارها از سوی دیگران بازخوانی و سمپل شده‌اند. آن‌ها به خاطر سوق دادن صدای راک جریان اصلی به سمت «چیزی ملایم‌تر و ملودیک‌تر» و معرفی اشکال جدیدی از ترانه‌سرایی در زمانی که «موسیقی بریتانیایی در تلاش برای تعریف خود بود» مورد ستایش قرار گرفته‌اند. نیل مک‌کورمیک از تلگراف اظهار داشت که کلدپلی نشان‌دهنده تکامل راک به دوره‌ای کاملاً جدید است، در حالی که سرگئی استپانوف از نشریهٔ آفیشا آن‌ها را معادل قرن بیست و یکمی بیتلز توصیف کرد. نشریات همچنین اغلب کلدپلی را به عنوان جانشینان یوتو به عنوان بزرگ‌ترین گروه جهان معرفی کرده‌اند.

## اعضا
- کریس مارتین – خواننده اصلی، پیانو، کیبورد، گیتار (۱۹۹۷–اکنون)
- جانی باکلند – گیتار، کیبورد، همخوانی (۱۹۹۷–اکنون)
- گای بریمن – گیتار بیس، کیبورد، همخوانی (۱۹۹۷–اکنون)
- ویل چمپیون – درامز، پرکاشن، پیانو، همخوانی (۱۹۹۸–اکنون)
- فیل هاروی[الف] – مدیر (۱۹۹۸–۲۰۰۲؛ ۲۰۲۲–اکنون)، مدیر نوآوری (۲۰۰۶–اکنون)

## ترانه‌شناسی
- چترهای نجات (۲۰۰۰)
- یورش خون به سر (۲۰۰۱)
- ایکس و ایگرگ (۲۰۰۵)
- زنده‌باد زندگی یا مرگ و همه دوستانش (۲۰۰۸)
- مایلو زایلوتو  (۲۰۱۱)
- داستان‌های ارواح  (۲۰۱۴)
- یک سر پر از رؤیا (۲۰۱۵)
- زندگی روزمره (۲۰۱۹)
- موسیقی کیهانی (۲۰۲۱)
- موسیقی ماه (۲۰۲۴)

## نام‌های انگلیسی
1. ↑  Pectoralz
2. ↑  Starfish
3. ↑  Tim Crompton
4. ↑  Virginia Water
5. ↑  Safety
6. ↑  Brothers & Sisters
7. ↑  Parlophone
8. ↑  The Blue Room
9. ↑  Bigger Stronger

### عمومی
- Roach, Martin (سپتامبر ۲۰۰۳)، Coldplay: Nobody Said It Was Easy، Omnibus Press، شابک ۰-۷۱۱۹-۹۸۱۰-۸

### ویژه
1. ↑  "Non-Performing Band Members: From Coldplay to The Grateful Dead". Tedium. 28 June 2018. Archived from the original on 15 September 2023. Retrieved 15 September 2023.
2. ↑  Coldplay (2002). A Rush of Blood to the Head (CD liner notes). Europe: Parlophone. 7243 5 40504 2 8.
3. ↑  "Timeline". coldplay.com.
4. ↑  Wallenfeldt, Jeff. "Coldplay". britannica.com.
5. ↑  "They played a tiny café… there were four people in the audience". Music Business Worldwide (به انگلیسی). 2018-02-26. Retrieved 2021-01-31.
6. ↑  "25 Jahre Coldplay" [25 Years of Coldplay]. Rheinische Post (به آلمانی). 8 July 2025. Archived from the original on 25 July 2025. Retrieved 25 July 2025.
7. ↑  "Acts Who Have Reached Number 1 with All Their Studio Albums". Official Charts Company. Archived from the original on 24 October 2021. Retrieved 7 January 2022.
8. ↑  "Coldplay's Music of the Spheres World Tour Is the Biggest Rock Tour of All Time". Billboard. 16 August 2024. Archived from the original on 16 August 2024. Retrieved 16 August 2024.
9. ↑  "BPI Announce First Artist Recipients of New and Prestigious BRIT Billion Award". BPI. 4 May 2023. Archived from the original on 3 July 2023. Retrieved 14 July 2023.
10. ↑  "Experience The Music: One Hit Wonders and The Songs That Shaped Rock and Roll". Rock and Roll Hall of Fame. 28 June 2011. Archived from the original on 28 June 2011. Retrieved 21 April 2021.
11. ↑  "10 of the Most Polarizing Artists in Music Today". American Songwriter. 24 October 2022. Archived from the original on 8 May 2024. Retrieved 8 May 2024.
12. 1 2  مهرین، علی (۲۰۰۸-۰۱-۰۱). "All That Is Cold play" (به انگلیسی). روزنامه داون.
13. ↑  Roach, p. 19
14. ↑  Roach, p. 22
15. 1 2  ""Newsreel: An appeal to Wikipedia enthusiasts"" (به انگلیسی). وبگاه رسمی کلدپلی. ۲۵ ژوئیه ۲۰۰۸. Archived from the original on 9 August 2017. Retrieved 15 تیر 1388. {{cite web}}: Check date values in: |تاریخ بازدید= (help)
16. ↑  اودل، مایکل (۱ می ۲۰۰۴). "Q Magazine - The Shore Thing" (به انگلیسی). مجله کیو (Q). Archived from the original on 13 October 2006. {{cite web}}: Check date values in: |تاریخ= (help)
17. 1 2  گاندرسن، ادنا (۱۳ فوریه ۲۰۰۳). "Coldplay searching for a balance" (به انگلیسی). USA Today. Retrieved 15 تیر 1388. {{cite web}}: Check date values in: |تاریخ بازدید= (help)
18. ↑  "Coldplay to Quit" (به انگلیسی). دیلی استار. ۷ ژانویه ۲۰۰۸. Archived from the original on 1 October 2012. Retrieved 15 تیر 1388. {{cite web}}: Check date values in: |تاریخ بازدید= (help)
19. ↑  Roach, p. 26
20. ↑  Roach, p. 28
21. ↑  دو لاک، جی. فریدام (۲ اکتبر ۲۰۰۵). "Blue-Throated Warbler" (به انگلیسی). The Washington Post. Retrieved 15 تیر 1388. {{cite web}}: Check date values in: |تاریخ بازدید= (help)
22. ↑  «یادداشت نویسنده 7فاز بر آلبوم جدید Coldplay». بایگانی‌شده از اصلی در ۱۱ ژوئن ۲۰۱۶. دریافت‌شده در ۱ ژوئن ۲۰۱۶.
23. ↑  «بررسی آلبوم A Head Full of Ddreams از Coldplay - رسانه نوا». nava.ir. دریافت‌شده در ۲۰۱۸-۰۲-۲۲.
24. ↑  اخبار Yahoo
25. ↑  سایت BBC
26. ↑  ویدئویی از سایت E-Online در مقایسه دو اثر جو ستریانی و کلدپلی در یوتیوب
27. 1 2 3  "Parachutes review" (به انگلیسی). AllMusic. Archived from the original on 10 November 2004. Retrieved 12 تیر 1388. {{cite web}}: Check date values in: |تاریخ بازدید= (help)
28. ↑  «Coldplay warms the renamed amphitheater»، ساکرامنتو بی، ص. صفحه TK۱۷، ۳۰ می ۲۰۰۳
29. ↑  هدلی، کارولاین (۹ فوریه ۲۰۰۹). "Grammy awards 2009: Coldplay lead British triumph" (به انگلیسی). دیلی تلگراف. Retrieved 12 تیر 1388. {{cite web}}: Check date values in: |تاریخ بازدید= (help)
30. 1 2  "X&Y review" (به انگلیسی). AllMusic. Retrieved 13 تیر 1388. {{cite web}}: Check date values in: |تاریخ بازدید= (help)
31. ↑  "A Rush of Blood to the Head review" (به انگلیسی). AllMusic. Archived from the original on 15 September 2004. Retrieved 13 تیر 1388. {{cite web}}: Check date values in: |تاریخ بازدید= (help)
32. ↑  "Coldplay". Seattle Weekly. 30 April 2012. Archived from the original on 16 January 2022. Retrieved 15 December 2021. There are still 88 years and eight months remaining in the 21st century, but thus far, they are the most influential band of it
33. ↑  "Twenty Years On, Coldplay Refuses To Take Its Voice Seriously". Firstpost. 23 October 2021. Archived from the original on 16 July 2022. Retrieved 16 July 2022.
34. ↑  "Holy Hell! Parachutes Turns 20". Spectrum Culture. 22 July 2020. Archived from the original on 6 January 2023. Retrieved 6 January 2023.
  - "Coldplay Set the Direction of Mainstream Rock". The Guardian. 11 June 2011. Archived from the original on 14 September 2015. Retrieved 16 January 2022.
35. ↑  "British Rock Is Now Dominated by Bedwetters – And That's a Good Thing". The Telegraph. 11 August 2022. Archived from the original on 11 August 2022. Retrieved 31 July 2023.
36. ↑  "20 Лет A Rush of Blood to the Head: Сергей Степанов – О Главном Aльбоме Coldplay" [20 Years of A Rush of Blood to the Head: Sergey Stepanov – About the Main Album of Coldplay]. Afisha (به روسی). 26 August 2022. Archived from the original on 16 May 2025. Retrieved 26 August 2022.
37. ↑  "Coldplay/Under 1 Roof – Review". The Guardian. 20 December 2013. Archived from the original on 4 August 2023. Retrieved 4 August 2023.
38. ↑  "25 Songs That Tell Us Where Music Is Going". The New York Times Magazine. 10 March 2016. ISSN 0362-4331. Archived from the original on 27 December 2021. Retrieved 27 December 2021.
39. ↑  "Premature Evaluation: Coldplay Everyday Life". Stereogum. 21 November 2019. Archived from the original on 4 August 2023. Retrieved 4 August 2023.
40. ↑  "Coldplay Review: The Old Ones Are Still the Best". The Telegraph. 17 June 2008. Archived from the original on 4 August 2023. Retrieved 4 August 2023.